# BookSpot Literatuurprijs
Der BookSpot Literatuurprijs, bis 2017 ECI-Literaturpreis (niederländisch: ECI Literatuurprijs), bis 2014 AKO Literatuurprijs, ist ein niederländischer Literaturpreis. Er wird seit 1987 verliehen und umfasst neben einem Preisgeld von 50.000 Euro (Stand 2018) auch eine Skulptur von Eugène Peters. Der Preis ist eine Auszeichnung für das beste niederländischsprachige Buch in den Kategorien fiktional und nicht-fiktional. Der Preis wird jährlich ausgelobt durch eine Jury von Berufsrezensenten aus den Niederlanden und Flandern. Die Bücher müssen zwischen dem 1. Juli des Jahres, in dem der Preis verliehen wird, und dem 1. Juli des jeweiligen Vorjahres erschienen sein. Seit 2018 trägt der Preis den Namen BookSpot Literatuurprijs.

## Wechselhafte Geschichte
Der Preis wurde von der Amsterdamer Buchhandelsvereinigung AKO (= Amsterdamsche Kiosk Onderneming) gestiftet. Von 1997 bis 1998 war die belgische Generale Bank der Stiftungseigner, und der Preis hieß in diesem Zeitraum Generale Bank Literatuurprijs. 1999 übernahm Fortis die Stiftung, so dass der Preis für ein Jahr in Fortis Literatuurprijs umbenannt, wobei er nicht unter diesem Namen verliehen wurde. Von 2000 bis 2014 hatte die Buchhandelsvereinigung AKO die Stiftung wieder inne, bevor ab 2015 der niederländische Buchclub ECI (= Europaclub International; Teil der ECI Holding B.V.), der seinen Namen 2018 in BookSpot änderte, der Sponsor und Namensgeber des Preises wurde.

## Preisträger

### 1980er Jahre
| Jahr | Preisträger      | für den Roman                | Nominierungen |
| 1987 | J. Bernlef       | Publiek geheim               | H.C. ten Berge für Het geheim van een opgewekt humeur Inez van Dullemen für Het gevorkte beest Hermine de Graaf für Aanklacht tegen onbekend Frans Kellendonk für Mystiek lichaam J. Ritzerfeld (ps. van Oscar Timmers) für Zee van Marmer |
| 1988 | Geerten Meijsing | Veranderlijk en wisselvallig | Remco Campert für Eetlezen W.F. Hermans für Een heilige van de horlogerie Tip Marugg für De morgen loeit weer aan Willem van Toorn für Een leeg landschap Jacq Vogelaar für Terugschrijven                                                 |
| 1989 | Brigitte Raskin  | Het koekoeksjong             | J. Bernlef für Vallende ster Rudy Kousbroek für De onmogelijke liefde Margriet de Moor für Op de rug gezien Hélène Nolthenius für Een man uit het dal van Spoleto Leo Pleysier für Wit is altijd schoon                                    |

### 1990er Jahre
| Jahr | Preisträger             | für den Roman                                                   | Nominierungen |
| 1990 | Louis Ferron            | Karelische nachten                                              | Christine D'Haen für Zwarte sneeuw Atte Jongstra für De psychologie van de zwavel Gerrit Komrij für Humeuren en temperamenten Joost Niemöller für Wraak Frans Pointl für De kip die over de soep vloog                   |
| 1991 | P.F. Thomése            | Über der Erde (Zuidland)                                        | Adriaan van Dis für Het beloofde land Patricia de Martelaere für Littekens Geerten Meijsing für Altijd de vrouw Michel van der Plas für Mijnheer Gezelle Anne Vegter für Verse bekken                                    |
| 1992 | Margriet de Moor        | Erst grau dann weiß dann blau (Eerst grijs dan wit dan blauw)   | Nico Dros für Noorderburen Eric de Kuyper für Grand Hotel Solitude Nelleke Noordervliet für Het oog van de engel Jacq Vogelaar für De dood als meisje van acht Joost Zwagerman für Vals licht                            |
| 1993 | Marcel Möring           | Das grosse Verlangen (Het grote verlangen)                      | Hella Haasse für Heren van de thee Kristien Hemmerechts für Kerst en andere liefdesverhalen Harry Mulisch für De ontdekking van de hemel Willem Jan Otten für De wijde blik Paul de Wispelaere für Het verkoolde alfabet |
| 1994 | G.L. Durlacher          | Wunderbare Menschen: Geschichten aus der Freiheit (Quarantaine) | Patricia de Martelaere für Een verlangen naar ontroostbaarheid Nicolaas Matsier für Gesloten huis Rascha Peper für Rico’s vleugels F. Springer für Bandoeng-Bandung Frida Vogels für De harde kern                       |
| 1995 | Connie Palmen           | Die Freundschaft (De vriendschap)                               | Kees van Beijnum für Dichter op de Zeedijk Geertrui Daem für Een vader voor Elizabeth Adriaan van Dis für Indische Duinen Tijs Goldschmidt für Darwins hofvijver A.F.Th. van der Heijden für Asbestemming                |
| 1996 | Frits van Oostrom       | Maerlants wereld                                                | Rudy Kousbroek für Terug naar Negri Pan Erkoms Charlotte Mutsaers für Paardejam Willem Otterspeer für Bolland Manon Uphoff für Begeerte Leon de Winter für Zionoco                                                       |
| 1997 | A.F.Th. van der Heijden | Unterm Pflaster der Sumpf (Onder het plaveisel het moeras)      | Elsbeth Etty für Henriëtte Roland Holst A.F.Th. van der Heijden für Het Hof van Barmhartigheid Arthur Japin für De zwarte met het witte hart Marcel Möring für In Babylon K. Schippers für Poeder en wind                |
| 1998 | Herman Franke           | De verbeelding                                                  | Frank Bleker & Ruud Elmendorp für Zwart glas H.M. van den Brink für Over het water Willem Brakman für Ante Diluvium Frans Denissen für De gigolo van Irma Ideaal Stefan Hertmans für Steden                              |
| 1999 | Karel Glastra van Loon  | Passionsfrucht (De passievrucht)                                | Oscar van den Boogaard für Liefdesdood Joris Note für Kindergezang Maria Stahlie für Zondagskinderen Frank Westerman für De graanrepubliek Henk van Woerden für Een mond vol glas                                        |

### 2000er Jahre
| Jahr | Preisträger               | für den Roman                                     | Nominierungen |
| 2000 | Arnon Grunberg            | Phantomschmerz (Fantoompijn)                      | Bas Heijne für De wijde wereld Paul Koeck für De bloedproever Doeschka Meijsing für De tweede man Thomas Rosenboom für Publieke werken Allard Schröder für Grover                                    |
| 2001 | Jeroen Brouwers           | Geheime Zimmer (Geheime kamers)                   | Stefan Hertmans für Als op de eerste dag Gerrit Krol für De vitalist Willem G. van Maanen für Een huis van lief en leed Geerten Meijsing für Dood meisje Harry Mulisch für Siegfried                 |
| 2002 | Allard Schröder           | De hydrograaf                                     | Paul Claes für De Kameleon Renate Dorrestein für Zonder genade Léon Hanssen für Sterven als een polemist; Menno ter Braak, deel twee 1930-1940 Frank Westerman für Ingenieurs van de ziel            |
| 2003 | Dik van der Meulen        | Multatuli: Leven en werk van Eduard Douwes Dekker | Hella Haasse für Sleuteloog Marek van der Jagt für Gstaad 95-98 Mensje van Keulen für Het andere gezicht Thomas Rosenboom für De nieuwe man Arjan Visser für De laatste dagen                        |
| 2004 | Arnon Grunberg            | Der Vogel ist krank (De asielzoeker)              | Bernlef für Buiten is het maandag Hafid Bouazza für Paravion Pam Emmerik für Het wonder werkt Kees ’t Hart für Ter navolging Ilja Leonard Pfeijffer für Het grote baggerboek                         |
| 2005 | Jan Siebelink             | Im Garten des Vaters (Knielen op een bed violen)  | Arnon Grunberg für De joodse messias Patricia De Martelaere für Het onverwachte antwoord Wanda Reisel für Witte liefde Frank Westerman für El Negro en ik Tommy Wieringa für Joe Speedboot           |
| 2006 | Hans Münstermann          | De bekoring                                       | Stefan Brijs für De engelenmaker Joris Note für Hoe ik mijn horloge stuksloeg Frits van Oostrom für Stemmen op schrift Dimitri Verhulst für De helaasheid der dingen Christiaan Weijts für ART. 285b |
| 2007 | A. F. Th. van der Heijden | Das Scherbengericht (Het schervengericht)         | Arnon Grunberg für Tirza Willem G. van Maanen für Heb lief en zie niet om Dimitri Verhulst für Mevrouw Verona daalt de heuvel af Frank Westerman für Ararat Joost Zwagerman für Transito             |
| 2008 | Doeschka Meijsing         | Over De Liefde                                    | Machiel Bosman für Elisabeth De Flines Tomas Lieske für Dünya Chris De Stoop für Het Complot Van België Bianca Stigter für De Ontsproten Picasso Leon de Winter für Het Recht Op Terugkeer           |
| 2009 | Erwin Mortier             | Götterschlaf (Godenslaap)                         | Joris van Casteren für Lelystad Joke van Leeuwen für Alles nieuw Carolina Trujillo für De terugkeer van Lupe García Christiaan Weijts für Via Cappello 23 Tommy Wieringa für Caesarion               |

### Seit 2010
| Jahr | Preisträger             | für den Roman                                                          | Nominierungen |
| 2010 | David Van Reybrouck     | Kongo: Eine Geschichte (Congo. Een geschiedenis)                       | Kees van Beijnum für Een soort familie Oscar van den Boogaard für Meer dan een minnaar Tom Lanoye für Sprakeloos Koen Peeters für De bloemen Willem Jan Otten für Onze Lieve Vrouwe van de Schemering                              |
| 2011 | Marente de Moor         | Die niederländische Jungfrau (De Nederlandse maagd)                    | Jeroen Brouwers für Bittere bloemen Peter Buwalda für Bonita Avenue Arnon Grunberg für Huid en Haar Marja Pruis für Kus me, straf me P.F. Thomése für De weldoener                                                                 |
| 2012 | Peter Terrin            | Post mortem                                                            | Stephan Enter für Grip Arnon Grunberg für De man zonder ziekte Mensje van Keulen für Liefde heeft geen hersens Elvis Peeters für Dinsdag Anton Valens für Het boek Ont                                                             |
| 2013 | Joke van Leeuwen        | Feest van het begin                                                    | Martin Bossenbroek für De Boerenoorlog Jan Brokken für De Vergelding Wouter Gordijn für Hoe ik een beroemde Nederlander werd Ilja Leonard Pfeijffer für La Superba Allard Schröder für De dode arm                                 |
| 2014 | Stefan Hertmans         | Der Himmel meines Großvaters (Oorlog en terpentijn)                    | Wessel te Gussinklo für Zeer helder licht Guus Kuijer für De Bijbel voor ongelovigen (2) Tom Lanoye für Gelukkige Slaven K. Schippers für Voor Jou Frank Westerman für Stikvallei                                                  |
| 2015 | Jeroen Brouwers         | Het hout                                                               | Stephan Enter für Compassie Mark Schaevers für Orgelman Inge Schilperoord für Muidhond P.F. Thomése für De onderwaterzwemmer Annelies Verbeke für 30 dagen                                                                         |
| 2016 | Martin Michael Driessen | Rivieren                                                               | Arnon Grunberg für Moedervlekken Bert Natter für Goldberg Tonnus Oosterhoff für Op de rok van het universum Connie Palmen für Jij zegt het Marja Pruis für Zachte riten                                                            |
| 2017 | Koen Peeters            | De mensengenezer                                                       | Huub Beurskens für Eindeloos eiland Daniël Rovers für De waren Marijke Schermer für Noodweer Peter Terrin für Yucca Annelies Verbeke für Halleluja                                                                                 |
| 2018 | Tommy Wieringa          | Santa Rita (De heilige Rita)                                           | Suzanna Jansen für Ondanks de zwaartekracht Peter Middendorp für Jij bent van mij Arjen van Veelen für Aantekeningen over het verplaatsen van obelisken Peter Verhelst für Voor het vergeten Aukelien Weverling für In alle steden |
| 2019 | Wessel te Gussinklo     | De hoogstapelaar (Der Hochstapler)                                     | Peter Buwalda für Otmars zonen Nicolien Mizee für Moord op de moestuin Marente de Moor für Foon Manon Uphoff für Vallen is als vliegen                                                                                             |
| 2020 | Oek de Jong             | Zwarte schuur (Schwarzer Verschlag)                                    | Marcel Möring für Amen Koen Sels für Gloria Stephan Enter für Pastorale Charlotte Van den Broeck für Waagstukken |
| 2021 | Wessel te Gussinklo     | Op weg naar De Hartz (Unterwegs nach De Hartz)                         | Esther Gerritsen für De terugkeer Tobi Lakmaker für De geschiedenis van mijn seksualiteit Chris De Stoop für Het boek Daniel Peter Terrin für Al het blauw                                                                         |
| 2022 | Anjet Daanje            | Het lied van ooievaar en dromedaris (Das Lied von Storch und Dromedar) | Auke Hulst für De Mitsukoshi Troostbaby Company Donald Niedekker für Waarachtige beschrijvingen uit de permafrost Carmien Michels für Vaders die rouwen Niña Weijers für Self doen                                                 |
| 2023 | Jan Vantoortelboom      | Mauk                                                                   | Saskia De Coster für Net echt Tiemen Hiemstra für W. Roxane van Iperen für Dat beloof ik Richard Osinga für Munt |
| 2024 | Esther Gerritsen        | Gebied 19                                                              | Guido van Heulendonk für De kroon met twee pieken Bregje Hofstede für Oersoep Frank Nellen für De onzichtbaren Frank Westerman für Zeven dieren bijten terug                                                                       |